# Farming Life in Another World
Farming Life in Another World (яп. 異世界のんびり農家, Isekai Nonbiri Nōka, укр. «Фермерське життя в іншому світі») — серія ранобе, написана Кіносуке Наїто та проілюстрована Ясумо. Вона публікується онлайн на вебсайті для публікації користувацьких романів Shōsetsuka ni Narō з грудня 2016 року. Згодом серію придбало видавництво Enterbrain, яке випустило сімнадцять томів, починаючи з жовтня 2017 року.
Манґа-адаптація, проілюстрована Ясуюкі Цуруґі, публікується в журналі сьонен-манґи Monthly Dragon Age видавництва Fujimi Shobo з листопада 2017 року. Станом на вересень 2024 року її розділи зібрано у 13 томів танкобонів. Аніме-адаптація у форматі телевізійного серіалу від студії Zero-G транслювалася з січня по березень 2023 року.

## Сюжет
В останні роки свого життя Хіракудо Мачіо був прикутий до лікарняного ліжка через невиліковну хворобу, поки зрештою не помер. Зглянувшись на несправедливість його життя, бог вирішує перевтілити Хіраку в іншому світі, де він зможе жити так, як забажає. Мріючи спробувати фермерство в цьому новому житті, він отримує «Всесильний Фермерський Інструмент», який може перетворюватися на будь-яке корисне знаряддя. Хіраку переноситься до лісу, що здається далеким від цивілізації. Тут він планує створити ферму з нуля — поступово перетворюючи безлюдну територію на процвітаюче нове суспільство.

## Персонажі
Хіракудо Мачіо (яп. 街尾 火楽, Machio Hiraku)
Сейю: Шу Учіда
Головний герой історії. У своєму минулому житті був японським офісним працівником середнього віку, якого змушували надмірно працювати на роботі, що зрештою призвело до проблем зі здоров'ям, частих перебувань у лікарні й смерті. У новому житті Хіракудо наділений безмежною витривалістю, яка іноді лякає його дружин. Він має слабкість до близькості, що викликає занепокоєння в деяких ситуаціях. Починаючи все з нуля, Хіракудо отримує «Всесильний Фермерський Інструмент» і швидко заводить друзів серед тварин: вовків, яких він назвав Куро і Юкі, а також демонічного павука Забутона. Згодом він приймає до свого поселення й представників гуманоїдних рас. На здивування Хіракудо, у нього утворюється гарем, що налічує щонайменше сім дружин і дітей. Деякі ельфійки народжують дітей від Хіракудо виключно для продовження свого роду. Це частково пов'язано з його дружинами, які побоюються його витривалості, адже благословенне тіло Хіракудо перевершує навіть надприродні сили Ру і Тії, змушуючи їх втомлюватися.
Руруші Ру (яп. ルールーシー=ルー, Rūrūshī Rū)
Сейю: Шіно Шімодзі
Магічно обдарована вампірка, яка цікавиться вирощуванням лікарських рослин. Її розміри змінюються залежно від запасів магічної сили, які вона може поповнювати, п'ючи кров. Вона свідомо залишається в образі лолі, щоб стримувати неймовірний потяг свого чоловіка. Ру обожнює кров Хіракудо, яка є винятково якісною завдяки його благословенному здоров'ю. Відома також як «Принцеса Вампірів», Руруші є першою дружиною Хіракудо та матір'ю їхнього сина Альфреда.
Тія (яп. ティア)
Сейю: Ая Сузакі
Ангел жіночої статі, також відома як «Ангел Знищення», яка є одночасно суперницею та подругою/співдружиною Руруші. Вона була переконана залишитися в поселенні та стала однією з дружин Хіракудо. Незабаром Тія народжує його першу доньку, Тізел. Ангели є одностатевою расою, яка може народжувати лише інших ангелів. Тія привела на ферму перших курей, а також сумнозвісних Трьох Ангелів-Вбивць і кілька Ящеролюдей.
Ріа (яп. リア)
Сейю: Lynn
Лідерка групи високих ельфинь. Їхнє село було зруйноване людьми під час війни 200 років тому, і відтоді вони поневірялися без домівки, поки Тія не привела їх на ферму Хіракудо. Ріа та її група роблять значний внесок у розвиток ферми, заснувавши кузню для виготовлення металевих інструментів і зброї, а також упровадивши інші технології, як-от будівництво споруд і випікання хліба.
Ан (яп. アン, An)
Сейю: Юкіо Фуджі
Представниця огрів-служниць, які поселилися в селі разом із Флорою. Анн відома своєю звичкою зачиняти Хіракудо в його кімнаті з дівчиною, коли вважає це потрібним, попри його гучні протести.
Ламуліас (яп. ラムリアス, Ramuriasu)
Сейю: Юка Айсака
Одна з огрів-служниць, яка стала відповідальною за управління житлом у селі
Дага (яп. ダガ)
Сейю: Харукі Ішія
Представник Ящеролюдей, які приєдналися до села разом із Тією. Він відрізняється від інших червоною банданою, яку йому подарував Хіракудо, зав'язаною на його правій верхній руці, оскільки Хіракудо не може розрізняти статі у немамальних рас.
Флора (яп. フローラ, Furōra)
Сейю: Мію Томіта
Сестра Руруші, дослідниця, яка зацікавилася процесом бродіння і через це переїхала до села. Вона привезла на ферму перших двох голів великої рогатої худоби. Флора дивується, що її сестра вирішила оселитися.
Сена (яп. セナ)
Сейю: Мачіко
Лідерка Звіролюдей, які оселилися в селі. Вона є дочкою вождя села Вищання.
Донован (яп. ドノバン, Donoban)
Сейю: Косей Хірота
Лідер старших гномів, які привезли до села процес дистиляції. Він і його група пізніше стали місцевими пивоварами села. Вони отримують відстрочку від роботи, коли село припиняє виробництво, бажаючи уникнути спокуси для вагітної Руруші.
Ластісмун (яп. ラスティスムーン, Rasutisumūn)
Сейю: Нацумі Хіока
Дочка Драконячого Короля Вартового Драйме, яку її мати, Біла Драконка Графалун, попросила залишитися в селі як дипломатка. Пізніше вона стає відповідальною за дипломатичні відносини села. Ластісмун також відома за своїми прізвиськами «Божевільна Драконка» (за її грізний вогняний характер) і «Торгова Драконка» (через обов'язки, які вона виконує для села).
Флоурем Кром (яп. フラウレム=クローム, Furauremu Kurōmu)
Сейю: Міхо Окасакі
Її послав батько, Демонічний Генерал Бізель, шпигувати за «військовою силою» села. Однак вона залишилася значно довше, побачивши, що насправді являє собою це село та який потенціал має його людський мер, переконавшись, що Хіракудо не несе шкоди, а село мирне. Згодом вона стала бухгалтеркою села та зв'язковою між селом і Демонічним Королівством. Як здібна переговорниця, вона допомогла налагодити торгові відносини з прибережним містом Шашато.
Хакурен (яп. ハクレン)
Сейю: Канае Іто
Старша сестра Драйме, яка в результаті створення деяких проблем у селі стає вчителькою в місцевій школі. Вона також відома за прізвиськом «Давня Драконка». Хакурен завжди вимагає, щоб Ластісмун зверталася до неї як до «оні-сама» (старша сестра), хоча вона є її тіткою. Згодом Хакурен завагітніла від Хіракудо, народивши першу з дітей наполовину драконку, ставши однією з його дружин.
Юрі (яп. ユーリ, Yūri)
Сейю: Рейна Кондо
Дочка Демонічного Короля Галгардо, яка надіслала армію з 300 воїнів до села Тайджу, щоб врятувати Флоурем, не знаючи про її справжній статус у селі після того, як її три нерозумних аристократичних друга впливали на її думки. Юрі вирішує залишитися жити і працювати як простолюдинка в селі, щоб здобути більше життєвого досвіду.
Розалінд (яп. ロザリンド, Rozarindo), Роадж (яп. ロアージュ), і Клаккассе (яп. クラカッセ, Kurakasse)
Сейю: Ріхо Цуда (Розалінд), Рео Осанай (Роадж), Которі Койвай (Клаккассе)
Три аристократичні дівчини, які нагодували принцесу Юрі напівправдою про село, що призвело до зриву її вторгнення. Вони були поставлені на місце після того, як побачили Інфернальних Вовків та демонічного павука Забутона, що жили в селі. Згодом вони залишилися працювати асистентками в сільській раді Флоурем, тепер відомими як «Дівчата сільської ради.»
Яа (яп. ヤー, Yā)
Сейю: Ріхо Сугіяма
Лідерка групи гірських ельфів, які оселилися в селі. Вона особливо знає, де знайти найкращу глину для гончарних виробів Хіракудо.
Майкл Гороун (яп. マイケル=ゴロウン, Maikeru Gorōn)
Сейю: Наокі Тацута
Майкл є лідером корпорації Гороун у прибережному місті Шашато. Як торговець, він був привезений у село Флоурем (через існуючі зв'язки) і започаткував торгові відносини між своїм містом і Селом Тайджу. Хоча він зберігає спокій на публіці, Майкл насправді страшенно боїться села, хоча і підтримує дружні стосунки з Хіракудо.
Альфред Мачіо (яп. アルフレート=マチオ, Arufurēto Machio)
Перший син Хіракудо. Він є дитиною Руруші.
Драйме (яп. ドライム, Doraimu)
Драконячий Король Вартовий, який є батьком Ластісмун і чоловіком Графалун. Він обожнює пити алкоголь.
Графалун (яп. グラッファルーン, Guraffarūn)
Мати Ластісмун і дружина Драйме, відома як Біла Драконка. Вона слідкувала за підозрою Ластісмун щодо зради Драйме, коли той непомітно залишав їхній замок з коштовностями, що призвело до того, що вона мало не знищила Село Тайджу. Це спричинило конфлікт, у якому Хіракудо майже вбив її, якби не втручання Забутона, який відтягнув її від списа, і своєчасне втручання їхнього дворецького.
Галгардо (яп. ガルガルド, Garugarudo)
Демонічний Король, який переживає за Село Великого Дерева. Він дуже захищає свою дочку Юрі.
Бог (яп. 創造神, Sōzōshin)
Він реінкарнував Хіракудо як вибачення за його нещасливе життя та надав йому Всесильний Сільськогосподарський Інструмент, але незабаром зрозумів, що допустив помилку в реінкарнації. Його дочка покарала його за це.
Богиня сільського господарства (яп. 農業神, Nōgyō no Kami)
Дочка Бога, яка покарала свого батька за те, що він надав Хіракудо Всесильний Сільськогосподарський Інструмент, який не був призначений для використання людьми.
Варгріф (яп. ヴァルグライフ, Varuguraifu)
Дідусь Руруші та Флори, який сильно захоплюється Богом, оскільки також колись був реінкарнований ним. Варгріф стирає свої спогади кожні кілька століть, щоб зберегти свою психічну рівновагу; в крайньому випадку, невідання є блаженством.
Бізель (яп. ビーゼル, Bīzeru)
Демонічний Генерал і батько Флоурем, який послав свою дочку шпигувати за Селом Великого Дерева, побоюючись його нібито військової могутності, але вона врешті-решт залишилася в селі.
Рандан (яп. ランダン)
Генерал, який раніше служив Бізелю, але пішов у відставку через страх перед Селом Великого Дерева. Його постійні звільнення в серії стали своєрідним жартом, особливо через те, що він буквально втратив розум через параною.
Куро (яп. クロ)
Улюбленець Хіракудо, інфернальний вовк та лідер/дідусь зграї. Куро вірний своєму господареві і навіть має час, щоб поділитися своєю точкою зору на процес одомашнення.
Юкі (яп. ユキ)
Партнерка Куру, яка також вірна Хіракудо.
Забутон (яп. ザブトン)
Демонічна павучиха, дружня до Хіракудо. Вона зазвичай попереджає його про прибульців. Забутон є давньою подругою Графалун і відтягнула її від списа Хіракудо. Частина її нащадків служить в «армії» села разом з інфернальними вовками, а також допомагає виявляти шкідників на полях.

## Медіа

### Ранобе
Написана Кіносуке Наїто, серія Farming Life in Another World розпочала публікацію онлайн через платформу для публікації користувацьких романів Shōsetsuka ni Narō 29 грудня 2016 року. Серію пізніше придбала компанія Enterbrain, яка почала публікувати романи з ілюстраціями Ясума 30 жовтня 2017 року. Станом на 31 січня 2025 року випущено 18 томів.
| №  | Дата виходу      | ISBN                                                                              |
| -- | ---------------- | --------------------------------------------------------------------------------- |
| 1  | 30 жовтня 2017   | ISBN 978-4-04-734848-6                                                            |
| 2  | 5 березня 2018   | ISBN 978-4-04-735018-2                                                            |
| 3  | 5 липня 2018     | ISBN 978-4-04-735221-6                                                            |
| 4  | 5 листопада 2018 | ISBN 978-4-04-735393-0                                                            |
| 5  | 5 квітня 2019    | ISBN 978-4-04-735590-3                                                            |
| 6  | 30 вересня 2019  | ISBN 978-4-04-735733-4                                                            |
| 7  | 8 квітня 2020    | ISBN 978-4-04-736018-1                                                            |
| 8  | 7 серпня 2020    | ISBN 978-4-04-736205-5                                                            |
| 9  | 28 грудня 2020   | ISBN 978-4-04-736455-4                                                            |
| 10 | 30 квітня 2021   | ISBN 978-4-04-736521-6 (регулярне видання) 978-4-04-736522-3 (спеціальне видання) |
| 11 | 30 вересня 2021  | ISBN 978-4-04-736796-8                                                            |
| 12 | 31 березня 2022  | ISBN 978-4-04-736983-2                                                            |
| 13 | 30 серпня 2022   | ISBN 978-4-04-737139-2                                                            |
| 14 | 28 грудня 2022   | ISBN 978-4-04-737310-5                                                            |
| 15 | 28 квітня 2023   | ISBN 978-4-04-737433-1                                                            |
| 16 | 30 жовтня 2023   | ISBN 978-4-04-737662-5                                                            |
| 17 | 28 червня 2024   | ISBN 978-4-04-738029-5                                                            |
| 18 | 31 січня, 2025   | ISBN 978-4-04-738198-8                                                            |

### Манґа
Адаптація у вигляді манґи, ілюстрована Ясуюкі Цуругі, спочатку почала публікуватися онлайн через вебсайт Kadokawa ComicWalker 12 жовтня 2017 року. Пізніше вона почала публікуватися в журналі сьонен-манґи Monthly Dragon Age від Fujimi Shobo 9 листопада того ж року. Станом на вересень 2024 року вийшло 13 томів танкобон. У вересні 2020 року компанія One Peace Books оголосила про ліцензування манґи для публікації англійською мовою в друкованому та цифровому форматах.
Спіноф манґи у форматі чотирьох панелей під назвою Isekai Nonbiri Nōka no Nichijō (яп. 異世界のんびり農家の日常, «Повсякденне сільське життя в іншому світі») почав публікуватися в Monthly Dragon Age 8 липня 2022 року. Перший том вийшов 7 січня 2023 року. Станом на березень 2025 року було випущено пять танкобонів.
| №  | Дата виходу    | ISBN                   |
| -- | -------------- | ---------------------- |
| 1  | 5 березня 2018 | ISBN 978-4-04-072604-5 |
| 2  | 5 липня 2018   | ISBN 978-4-04-072777-6 |
| 3  | 5 квітня 2019  | ISBN 978-4-04-073130-8 |
| 4  | 9 вересня 2019 | ISBN 978-4-04-073320-3 |
| 5  | 9 січня 2020   | ISBN 978-4-04-073425-5 |
| 6  | 7 серпня 2020  | ISBN 978-4-04-073764-5 |
| 7  | 9 березня 2021 | ISBN 978-4-04-074010-2 |
| 8  | 9 вересня 2021 | ISBN 978-4-04-074237-3 |
| 9  | 8 квітня 2022  | ISBN 978-4-04-074499-5 |
| 10 | 7 січня 2023   | ISBN 978-4-04-074827-6 |
| 11 | 7 липня 2023   | ISBN 978-4-04-075042-2 |
| 12 | 9 лютого 2024  | ISBN 978-4-04-075322-5 |
| 13 | 9 вересня 2024 | ISBN 978-4-04-075584-7 |
| 14 | 7 березня 2025 | ISBN 978-4-04-075833-6 |

### Аніме
Аніме-адаптація була анонсована 29 березня 2022 року. Пізніше було розкрито, що це буде телевізійний серіал, вироблений студією Zero-G та режисером Рьоїчі Кураєю, зі сценаріями, написаними Токо Маґідою, дизайном персонажів, який розробив Йошико Саїто (який також є головним анімаційним директором), а музика була написана Ясухару Таканаші та Йоганнесом Нільсоном. Серіал транслювався з 6 січня по 24 березня 2023 року на AT-X та інших мережах. Початкова пісня «Flower Ring» у виконанні Шіно Шімодзі та Аї Сузакі, а завершальна пісня «Feel the winds» у виконанні VTuber Хізукі Юї. Sentai Filmworks ліцензували серіал і транслюють його на Hidive.
| № серії | Назва серії | Режисер(и)                     | Сценарист(и)    | Режисер(и) анімації           | Оригінальна дата показу |
| --- | --- | ------------------------------ | --------------- | ----------------------------- | ----------------------- |
| 1 | «Універсальний сільськогосподарський інструмент» Транслітерація: «Bannō Nōgu» (яп. 万能農具)                               | Рьоїчі Куроя                   | Рьоїчі Куроя    | Рьоїчі Куроя                  | 6 січня 2023            |
| Засновник села, Хіраку Маціо, прокидається від сну, в якому він помер від невиліковної хвороби в своєму минулому житті, після чого повертається до свого звичного дня, керуючи сільським господарством, заселеним напівлюдьми. Раніше Бог Землі вибрав Хіраку для реінкарнації як вибачення за його надзвичайно важке життя та болісну невиліковну хворобу. Хіраку попросив реінкарнувати його фермером, оскільки йому подобалося дивитися фермерські шоу в лікарні. Бог наділяє його потужним новим тілом і магічним інструментом «Універсальний сільськогосподарський інструмент», який може викликати будь-який необхідний інструмент і використовуватися без втоми. Прокинувшись у лісі далеко від цивілізації, Хіраку вибирає найбільше дерево як місце для своєї ферми і за допомогою Інструмента збудує криницю, розбиває табір і копає своє перше поле. На його подив, Інструмент змушує рослини почати проростати без посадки насіння. Через кілька тижнів він рятує пару вовків, яких називає Куро та Юкі, і ті того ж вечора народжують чотири цуценяти. Прийнявши всіх вовків для захисту ферми від монстрів, Хіраку зрештою починає збирати свій перший врожай. Тим часом молода мандрівниця чує розповіді про ліс смерті, наповнений монстрами, і вирішує розслідувати. | |                                |                 |                               |                         |
| 2 | «Перший мешканець села» Транслітерація: «Dai Ichi Murabito» (яп. 第一村人)                                                 | Рьоїчі Куроя                   | Рьоїчі Куроя    | Рьоїчі Куроя                  | 13 січня 2023           |
| Бог розуміє, що помилився, реінкарнуючи Хіраку в Лісі Смерті, але вирішує почекати, поки який-небудь монстр його з'їсть, і тоді реінкарнує його знову. Хіраку виявляє, що може керувати тим, які насіння Інструмент сіює, використовуючи свої думки, і розширює свої поля. З наближенням зими вовки приводять дружелюбну велику павучиху, яка тче теплий одяг в обмін на те, що житиме в дереві Хіраку. Хіраку називає павучиху Забутоном. Взимку Хіраку важко справляється з самотністю, особливо коли вовчата дорослішають і знаходять пари, а навіть Забутон повертається з двадцятьма малюками. Навесні Хіраку знаходить ослаблену дитину-вампіра на ім'я Ру в лісі, і після того, як він жертвує своєю кров'ю, вона відновлює свій дорослий розмір. Ру вражена його врожаєм, що є новим для цього світу, і пояснює, що вона медичний дослідник, але коли шляхетні послали проблемну особу, щоб вкрасти її дослідження, вона сховалася в лісі. Вони стають друзями, і Хіраку пропонує Ру переїхати до нього. Ру погоджується, і вони заручаються. Хіраку додає до своїх полів трав'яний сад, щоб допомогти в дослідженнях Ру. Тим часом інша молода мандрівниця шукає Ліс Смерті. | |                                |                 |                               |                         |
| 3 | «Все більше нових сусідів» Транслітерація: «Dōkyonin Zokuzoku» (яп. 同居人 続々)                                           | Такеші Шіга                    | Токою Машіда    | Дайджі Іванага                | 20 січня 2023           |
| Ангел на ім'я Тія з'являється, шукаючи Ру, і здивована, коли знаходить її одруженою з Хіраку. Тія розкриває, що на Ру накладено винагороду за те, що вона знищила місто, хоча Ру наполягає, що це було виправдано, оскільки пан тримав її в ув'язненні. Ру раптово запрошує Тію жити з ними, і, спробувавши сільське життя, Тія природно звикає до нього. Вовки мають ще більше цуценят, тому Хіраку розширює ферму, щоб дати їм більше простору. Половина малюків Забутона йде, щоб знайти свою територію, але інші залишаються на фруктових деревах Хіраку. Потребуючи робітників, Тія запрошує на ферму семеро дівчат, представниць майже вимерлого племені високих ельфів, яким потрібен постійний дім для відновлення їхнього населення. Завдяки своїм довгим життєвим термінам ельфи мають безліч навичок, зокрема в будівництві, ковальстві та випіканні. Хіраку хвилюється, що Демонічний Лорд, який контролює ліс, може звинуватити його в крадіжці землі, але Ру запевняє його, що Демонічний Лорд не зацікавлений. Хіраку вирішує покращити водні шляхи навколо ферми. | |                                |                 |                               |                         |
| 4 | «Водні шляхи роблять життя повноцінним» Транслітерація: «Suiro wa Kurashi o Jūjitsu Saseru» (яп. 水路は暮らしを充実させる) | Тору Кітахара                  | Токою Машіда    | Тору Кітахара                 | 27 січня 2023           |
| Забутона ловить монстра, королеву бджіл, і віддає її Хіраку, який будує для неї сарай, щоб та могла створити вулик і виробляти мед. Хіраку та ельфи будують канал і резервуар для доступу до води та рибальства. Завдяки надлишку води Хіраку будує перше рисове поле і використовує перший врожай для приготування онігірі з рибою. Потім вони будують баню, в тому числі другий резервуар, який заповнюють слизняками для очищення води з бані перед тим, як повернути її в річку. Хіраку вдається прийняти ванну, але його розслаблююча ванна перетворюється на стрес через дев'ять прекрасних, голих жінок, які наполягають, щоб приєднатися до нього. П'ять додаткових ельфійських дівчат прибувають на ферму, тому Хіраку вирішує побудувати більше будинків. Ельфи здаються рішучими розпочати мати дітей якнайшвидше, що турбує Хіраку, оскільки він єдиний чоловік серед зростаючої кількості жінок. Куру, вовк, розповідає, що він вдячний Хіраку за те, що той дав йому та його родині постійний дім. Він впевнений, що Хіраку, який легко виживає в Лісі Смерті і притягує так багато потенційних дружин, має бути більше, ніж звичайна людина. | |                                |                 |                               |                         |
| 5 | «Карі та виживання взимку» Транслітерація: «Karē to Ettō"» (яп. カレーと越冬)                                              | Юсуке Онода                    | Соічіро Кодзіма | Ясуюкі Оїші                   | 3 лютого 2023           |
| За наполяганням інших, будинок Хіраку перебудовують ще більшим, з окремими спальнями для нього, Ру та Тії; а також спільною їдальнею для всіх. Хіраку мудро ігнорує приховане за замкненими дверима подвійне ліжко. Хіраку збирає свій перший урожай прянощів, що дозволяє йому приготувати каррі з нааном. Ру та Тія стають одержимі ідеєю перетворити кінзу на захисні амулети проти вовків Хіраку, які не люблять сильний запах, оскільки вони все ще пам'ятають, як вовки били їх під час їхнього першого приходу на ферму. З наближенням зими всі починають запастися припасами, зокрема дровами та консервованою їжею. Хіраку боїться, що він не робить достатньо, оскільки єдиний не може використовувати магію, але Лія заспокоює його, що ніхто інший не зміг би вижити і процвітати в Лісі Смерті до цього. Зима нарешті приходить, і всі змушені залишатися вдома, тому Хіраку вводить настільні ігри, що дозволяє Ру та Тії зберегти їх суперництво, не пошкодивши нічого. Хіраку дивується, що вовки також можуть грати: Куру легко переміг Ру в шахи та Хіраку в Маджонг. Нарешті, приходить весна, але перед тим, як посадити нові культури, Забутона подає сигнал тривоги, коли до ферми наближається велетенський Виверн. | |                                |                 |                               |                         |
| 6 | «Це село» Транслітерація: «Mura Desu» (яп. 村です)                                                                         | Хідехіко Кадота і Рьоїчі Куроя | Рьоїчі Куроя    | Рьоїчі Куроя                  | 10 лютого 2023          |
| Інструмент Хіраку для фермерства несподівано перетворюється на магічне спис, яким він вбиває Виверна. Вбивство легендарного Виверна лякає генералів Демонічного Лорда та Дріме, Драконього Короля, які всі дивуються, хто саме живе в Лісі Смерті. Хіраку вирощує виноград для виготовлення вина. Бог отримує покарання від своєї доньки, Богині Сільського Господарства, яка розкриває, що інструмент для фермерства, який він дав Хіраку, насправді є копією Грима, Божого Списа, і що Хіраку вижив, використовуючи його, тільки тому, що Бог випадково наділив його надзвичайно здоровим тілом. Забутона та вовки ловлять ще одну вампірку, яка виявляється сестрою Ру, Флорою. Як ще одна дослідниця, Флора захоплюється описом Хіраку щодо ферментаційних мікроорганізмів, що використовуються для виготовлення вина, місо та тофу, тому вона переїжджає на ферму, привозячи корів та два десятки огрів-слуг. Відчуваючи себе в меншості, Тія запрошує ще трьох ангелів і плем'я ящеролюдів, які приносять курей. Ще тридцять ельфів прибувають, всі з планами мати дітей. Хіраку дійсно починає турбувати відсутність інших чоловіків. Коли ферма розширюється, щоб вмістити всіх, Хіраку змінює її назву на Велике Деревне Село і влаштовує святкування з цього приводу, на якому всі одностайно обирають Хіраку головою села. | |                                |                 |                               |                         |
| 7 | «Гостинне серце» Транслітерація: «Omotenashi no Kokoro» (яп. おもてなしの心)                                               | Масахіко Судзукі               | Токою Машіда    | Дайджі Іванага                | 17 лютого 2023          |
| Демонічний Генерал Бізель зустрічається з Хіраку, який пропонує Демонічному Лорду 10 % від свого врожаю як річний податок. Бізель погоджується, але пізніше розкриває Генералам Гратцу та Рандан, що прийняв лише 10 % через страх перед тим, що охороняє село Хіраку: принцеса вампірів Ру, ангел знищення Тія, армія ельфів, ангелів і ящеролюдів, зграя інфернальних вовків та Велика Демонічна Павукчиха. Драконій Король Дріме також відвідує село. Хіраку розуміє, що як голова села, йому потрібно налагоджувати дипломатичні відносини, тому вони будують посольство для тимчасового проживання гостей. Хіраку також мудро навчає жителів села різниці між гостями та неприємними загарбниками. Їхніми наступними відвідувачами стають звіролюди з Вищого Села, шахтарі та мисливці, чий лідер Гарф веде переговори про торговельну угоду; срібло, залізо та скло в обмін на продукти харчування. В обмін на вино Дріме погоджується перевозити товар між Великим Деревним Селом та Вищим Селом. Згодом двадцять звіролюдів просять дозволити їм переселитися до Великого Деревного Села, всі молоді жінки. Хіраку нарешті ставить ультиматум і вимагає, щоб звіролюди також надіслали чоловіків до села, лише щоб з'ясувати, що «чоловіки», яких вони відправили, — це хлопці, занадто молоді, щоб одружитися хоча б ще 10 років. | |                                |                 |                               |                         |
| 8 | «Дослідник і дві принцеси» Транслітерація: «Kenkyūsha to Futari no Ojō-sama» (яп. 研究者と二人のお嬢さま)                  | Такеші Шіга                    | Соічіро Кодзіма | Дайджі Іванага                | 24 лютого 2023          |
| Поки Сена та інші звіролюди адаптуються до життя в селі, Хіраку все ще хвилюється через свою неспроможність використовувати магію. Пізніше він перемагає Борса-Граплера та Криваву-Змію, які борються за межами села, і готує їх для ще одного святкового обіду. З допомогою Флори Хіраку створює майонез та місо. Пізніше до села приїжджають гноми на чолі з Донованом, щоб обміняти вино Хіраку на технології дистиляції, що дозволяє селу варити кукурудзяний віскі. Гноми також вирішують переселитися в село. Хіраку сподівається, що гноми захочуть одружитися, але їх приваблюють тільки жінки з бородами як у гномиць. З'являються два дракони, і Хіраку майже вбиває одного з них, поки Гуччі (покоївка Дріме) не розповідає, що це дочка Дріме Ластісмун та його дружина Граффалун. Граффалун просить Ласті (псевдонім Ластісмун) залишитися в селі як дипломат, сподіваючись уникнути конфлікту з Хіраку. Хіраку згодом призначає Ластісмун відповідальною за всі дипломатичні відносини, про що дізнається демонічний генерал Бізель під час місії з постачання продукції. Лякаючись, що Хіраку тепер «командує» драконами, він відправляє свою дочку Флоурем жити в село як шпигуна. Флоурем шокована тим, що «армія» села достатньо сильна, щоб загрожувати Демонічній армії, і ще більше шокована, коли дізнається від Ластісмун, що їхній «командир» Хіраку — це людина, настільки сильна, що ледь не вбила Граффалун. Флоурем вирішує залишитися в селі довше, ніж планувала, хоча спочатку вона постійно нервує через Хіраку.                                                                                 | |                                |                 |                               |                         |
| 9 | «Торговець і дракон» Транслітерація: «Shōnin to Doragon» (яп. 商人とドラゴン)                                              | Юсуке Онода                    | Рьоїчі Куроя    | Дайджі Іванага і Рьоїчі Куроя | 3 березня 2023          |
| До села приєднується слиз, який випив бочку дорогоцінного вина села. Наступає осінь, і під час гарячого супу Хіраку сумує за морепродуктами, тому Флоурем та Ласті організовують обмін на рибу з торговцем на ім'я Майкл. Як частину угоди, він просить стати постачальником Хіраку та управляти всіма торгівельними відносинами між ним і зовнішнім світом. Хіраку відчуває, що Майкл заслуговує на довіру, хоча це показано через комічні спогади, де Майкл був наляканий. Інший дракон викликає Хіраку на бій. Після того, як він захоплює її, Хіраку дізнається, що це Хакурен, незріла старша сестра Дріме. Дріме пояснює, що Хакурен вважала, що Ласті одружилася з Хіраку, і, будучи самотньою, ревнувала. Без гумору Хіраку змушує Хакурен відновити пошкодження. Хакурен відкриває настільні ігри, і Хіраку без бажання потрапляє в гру в «стрип-Махджонг», що закінчується тим, що жінки бачать, як Хіраку програє і роздягається. Бізель дізнається про присутність Хакурен у селі, через що його колега, генерал Рандан, надсилає своє відставку з остраху. Демонічний Лорд Галгардо більше стурбований тим, що його дочка Юрі переживає підліткові бунти. Хакурен намагається оселитися в селі як безробітна ледарка, але після кількох покарань з боку Хіраку, вона стає вчителькою в селі. Хіраку дізнається, що щенята Інерно пограбували підземелля Ламій. Після вибачень перед ними Ламії починають обмінювати підземельні скарби на врожаї. Згодом вони організовують службу доставки для всіх торгових сіл. Тим часом Юрі впевнена, що Флоурем є полоненою Хіраку і планує вторгнення в Велике Деревне Село. | |                                |                 |                               |                         |
| 10 | «Принцеса Юрі» Транслітерація: «Ōhime Yūri» (яп. 王姫ユーリ)                                                               | Тору Кітарата                  | Токою Машіда    | Тору Кітарата                 | 10 березня 2023         |
| Флоурем дізнається про наміри Юрі, але Юрі було обмануто амбіційними, але відомими простакуватими демонами-лордами, Розалінд, Клаккасе та Роаджу. Флоурем таємно організовує поразку армії Юрі, але не вбивство, за допомогою Ламій. Як покарання, Флоурем переміщує Юрі та ідіотів до села, щоб вони працювали на виправдання, хоча вона приховує їхню спробу вторгнення від Хіраку з політичних причин. Трійця намагається втекти, але завжди зазнає невдачі через інфернальних вовків та демонів-павуків. Ідіоти неохоче допомагають Флоурем з фінансовими документами села, ставши відомими як Тріо Міської Ради. Дізнавшись правду про село, Юрі шкодує, що майже вторглася, і повертається додому задоволена. Трійця вирішує залишитися, вважаючи життя в селі кращим за політику демонічного двору. Галгардо здивований різкою зміною особистості Юрі і помилково думає, що у неї є хлопець. П'ять гірських ельфів на чолі з Я переїжджають до села, використовуючи свою вогняну магію для виготовлення гончарних виробів. Флоурем перешкоджає підступному плану Тріо спокусити Хіраку. Виявляється підземелля, в якому мешкає ще один Кривавий Вуж, якого ельфи хочуть вбити, оскільки його м'ясо може збільшити їх шанси на вагітність. Коли наступає зима, Ру захворює і лягає в ліжко. Через її симптоми, Сена підозрює, що Ру вагітна від Хіраку. | |                                |                 |                               |                         |
| 11 | «Щоденне життя та праотці» Транслітерація: «Hibi to Shiso-sama to» (яп. 日々と始祖さまと)                                  | Такеші Шіга                    | Токою Машіда    | Дайджі Іванага                | 17 березня 2023         |
| У міру того, як вагітність Ру прогресує, Хіраку продовжує свій щоденний розклад: керує селом, працює на фермі, перевіряє всіх, забезпечує безпеку села та проводить бойові тренування. Раптово з'являється чоловік, який виявляється вампіром-пращуром Варґрайфом, 4000-річним дідусем Ру та Флори. Вампіри зазвичай народжують дітей, перетворюючи іншу людину на вампіра, тому вагітність Ру є рідкісним явищем. Побачивши статую Хіраку Бога, який його реінкарнував, Варґрайф зізнається, що також зустрів Бога до того, як став вампіром. Він забув більшість деталей, оскільки, щоб зберегти свій розум протягом вічного життя, він стирає свої спогади кожні кілька століть. Хіраку вирізає для Варґрайфа копію статуї, яку Варґрайф таємно жертвує храму Бога Створення. Священики настільки зачаровані такою точною подобою Бога, що дають зрозуміти, що Велике Дерево Села перебуває під їхнім захистом. Щоб відсвяткувати вагітність Ру, Варґрайф надсилає селу дорогий рояль. Тріо надто нервує, щоб грати на ньому, тому Хіраку купує для них дешевшу версію для практики, хоча потім шкодує про це, коли їхні репетиції заважають йому добре виспатися. | |                                |                 |                               |                         |
| 12 | «Народження» Транслітерація: «Tanjō» (яп. 誕生)                                                                            | Хідехіко Кадота                | Рьоїті Куроя    | Йошітака Ясуда і Рьоїті Куроя | 24 березня 2023         |
| Вагітність Ру триває. На знак солідарності жителі села відмовляються від алкоголю, доки Ру не зможе знову пити. Період пологів Ру є тривожним для Хіраку, оскільки його тимчасово вигнали з дому, тому він блукає по фермі, доки Ру не народила їхнього сина Альфреда, напіввампіра, і Хіраку переповнений радістю як батько. Хіраку вирішує, що селу потрібна власна валюта, оскільки їхня поточна система товарного обміну більше не є стійкою, тому він кує монети Великого Дерева і дає по три кожному селянину, хоча виникає деяка плутанина щодо того, скільки коштує одна монета. На честь народження Альфреда влаштовується велике свято, а гноми виробляють святкове вино, яке зберігатиметься, доки Альфред не стане досить дорослим, щоб його пити. Бізель нарешті оголошує, що село Великого Дерева занадто могутнє, щоб його коли-небудь перемогти, і планує замість цього стати союзниками. Гальґардо влаштовує істерику, помилково вважаючи, що Бізель хоче організувати політичний шлюб між Юрі та Хіраку. Хіраку отримує прохання від майже двохсот людей, які бажають переїхати до села, щоб втекти від війн чи переслідувань, що призводить до рішення побудувати поруч ціле друге село, щоб розмістити їх усіх. | |                                |                 |                               |                         |